# 石川覚道
石川 覚道（いしかわ かくどう）は、鎌倉時代末期から南北朝時代にかけての上杉氏重臣。上杉憲藤に仕えている時に、戦死した主君の幼い遺児2人（上杉朝房と上杉朝宗）と家臣（千坂氏、和久氏）の幼い遺児2人を保護した。　

## 出自
上杉氏被官石川氏は武蔵国久良岐郡石川郷出身、小野姓横山党の石川氏が出自の可能性が高いとされる。上杉家に仕え始めた時期は不詳だが、南北朝時代初期には上杉氏と行動をともにしていた。
15世紀後半には「上杉被官、長尾、石川、斎藤、千坂、平子、この五人古臣たり」と言われ、更に「長尾・斎藤・石川・千坂、是を北越の四家老と云う」といわれた。

## 上杉憲藤討死後に遺児2人を保護
石川覚道は上杉系図の上杉朝房の項に名前が出て来る。上杉憲藤が討死（1336又は1338年）した後に、石川覚道が残された幼い遺児二人（幸松（上杉朝房）4歳、幸若（上杉朝宗）2歳）と家臣（千坂、和久）の子2人を抱き抱えて保護し、ともに鎌倉で成長したという
その後の石川覚道自身の動向は不詳だが、保護した遺児2人はともに関東管領に就任し、犬懸上杉家として権勢を誇ることになり、石川氏は犬懸上杉家と共に活動する。

## 石川覚道の親族・子孫

### 石河勘解由左衛門尉、石河左近将監「上総守護代」
上杉憲藤遺児2人（上杉朝房、上杉朝宗）の成長と関東管領就任に伴い、2人の命の恩人たる石川覚道の後継者と目される者「石河勘解由左衛門尉（かげゆざえもんのじょう）（貞治4年（1365年）2月）」、「石河左近将監（永和2年（1376年）9月）」が上総守護代に就いている。

### 石河妙円・同光親
延文4年（1359年）に、石河妙円やその弟・光親が越後国西頸城郡の三宝寺城に馳せ参じ、上杉憲顕に従って東城寺城向陣や田尻陣などで宿直警固を行い、赤田城を攻めている。
また、貞治3年（1364年）には妙円と光親が憲顕に従い上田城（現南魚沼市）に忠勤したという。

### 石河助三郎「上杉禅秀の乱で蜂起」
上杉朝宗の息子で犬懸上杉家後継者上杉氏憲の代に上杉禅秀の乱応永23年（1416年）を惹き起こすことになったが、「鎌倉大草紙」では上杉氏憲と共に蜂起した郎党の中に石河助三郎の名がある。尚、この蜂起にはおよそ80年前に石川覚道が保護した千坂氏、和久氏の子孫も主要な役割で記載されている。

### 石河助三郎「犬懸上杉家滅亡」
乱は結果的に敗れ、犬懸上杉家が滅亡したことで、その被官たちのその後の動向を把握することは難しくなったが、およそ70年後の越後上杉家に関連する史料に「上杉被官、長尾、石川、斎藤、千坂、平子、この五人古臣たり」と記されているので、犬懸上杉家被官の千坂氏とともに石川氏も上杉禅秀の乱後に越後上杉家に仕えることになった。

### 石川長門守、石川彦次郎「越後守護上杉家被官」
寛正2年（1461年）越後守護上杉房定被官として石川遠江守、石川長門守と石川彦次郎が確認できる。

### 石川駿河守「長尾為景と戦う」
永正6年（1509年）、上杉顕定の越後介入に際して、石川駿河守は上杉顕定・上杉憲房方として、長尾為景方と戦っている。翌永正7年（1510年）に上杉顕定は敗退し、石川氏は所領を没収されたが、引き続き八条上杉方として長尾為景方と戦い永正11年（1514年）1月に上田荘六日町において行われた戦いで長尾為景方に打ち留められた。

### 石川景重「長尾為景の一向宗禁止（禁無碍光衆）重臣連署契状に署名」
長尾為景が越後守護上杉家に代わって越後を統治するようになると、永正18年（1521年）には長尾為景の一向宗禁止（禁無碍光衆）重臣連署契状に長尾一族（長尾景慶、長尾房景、長尾憲正）と共に上杉家古臣千坂景長 、斎藤昌信、在地土豪毛利廣春とともに石川景重（新九郎）の署名がある。一貫して上杉氏の正統の側について、長尾為景と戦ってきた石川氏と千坂氏がともに敵方の長尾為景から「景」の字をもらった名前で、ここで登場して来る。

### 石川房明、石川為元「上杉謙信被官」
上杉謙信被官として石川房明、石川為元の名が史料に出て来る。

### 子孫なく家系途絶える
慶長20年（1615年）作成の「 上杉将士書上」によると、「度々場数ありと承り候へども、委しき事は承らず候。唯今は子孫無之候。」と記載されているので、この頃には家系が途絶えていた模様。和久氏も同様と記載されている。